# Прибережне (Євпаторійський район)
Прибере́жне (до 1948 року — Кара́-Тобє́; крим. Qara Töbe) — село в Україні, в Євпаторійському районі Автономної Республіки Крим. Село оточене з одного боку озером Сасик-Сиваш, з другого Чорним морем, з третього боку розташований аквапарк Бананова Республіка та з четвертого боку знаходиться місто Саки. Село Прибрежне відоме своєю туристичною інфраструктурою. Українською владою, ООН, ЄС визнається як територія, тимчасово анексоване РФ.

## Історія
Поблизу Прибережного виявлено греко-скіфське городище Кара-Тобе із залишками житлових і господарських будівель IV ст. до н. е.— III ст. н. е.

## Населення

### Мова
Розподіл населення за рідною мовою за даними перепису 2001 року:
| Мова              | Кількість | Відсоток |
| ----------------- | --------- | -------- |
| російська         | 706       | 79.96 %  |
| українська        | 140       | 15.86 %  |
| кримськотатарська | 21        | 2.38 %   |
| білоруська        | 8         | 0.91 %   |
| німецька          | 1         | 0.11 %   |
| інші/не вказали   | 7         | 0.78 %   |
| Усього            | 883       | 100 %    |

## Туристична діяльність
Вздовж села Прибрежне розташовані готелі (одним з найпопулярніших є готель «Вілла у моря»), пляж (з дрібного піску), дитячі майданчики, та інші розваги. Набережна є однією з найбільших в Автономній Республіці Крим.